# Leucanopsis notodontina
Leucanopsis notodontina là một loài bướm đêm thuộc phân họ Arctiinae, họ Erebidae.